# Zigarettenfabrik W. Lande

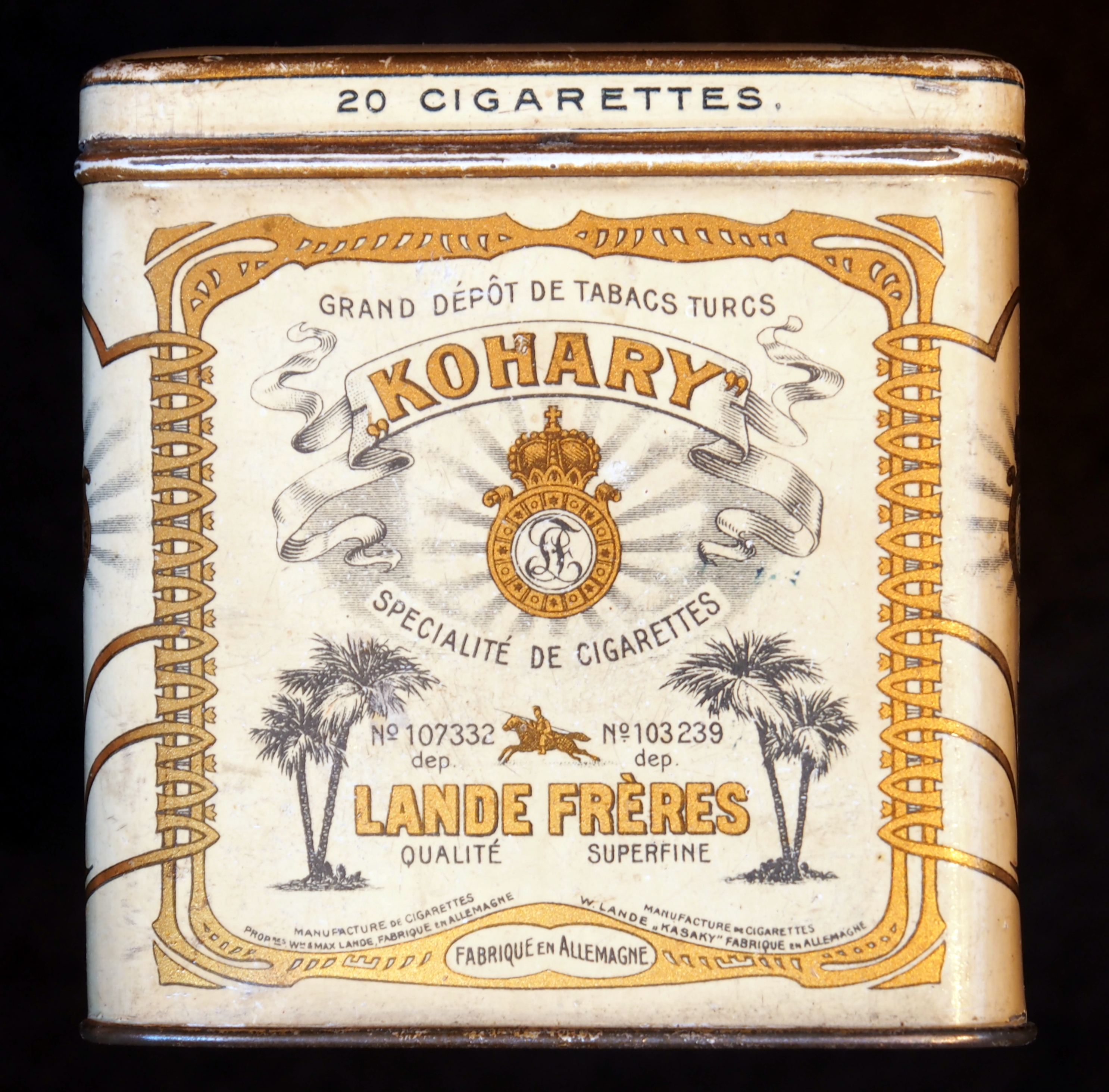
Marke Kohary der Zigarettenfabrik W. Lande (französisch)

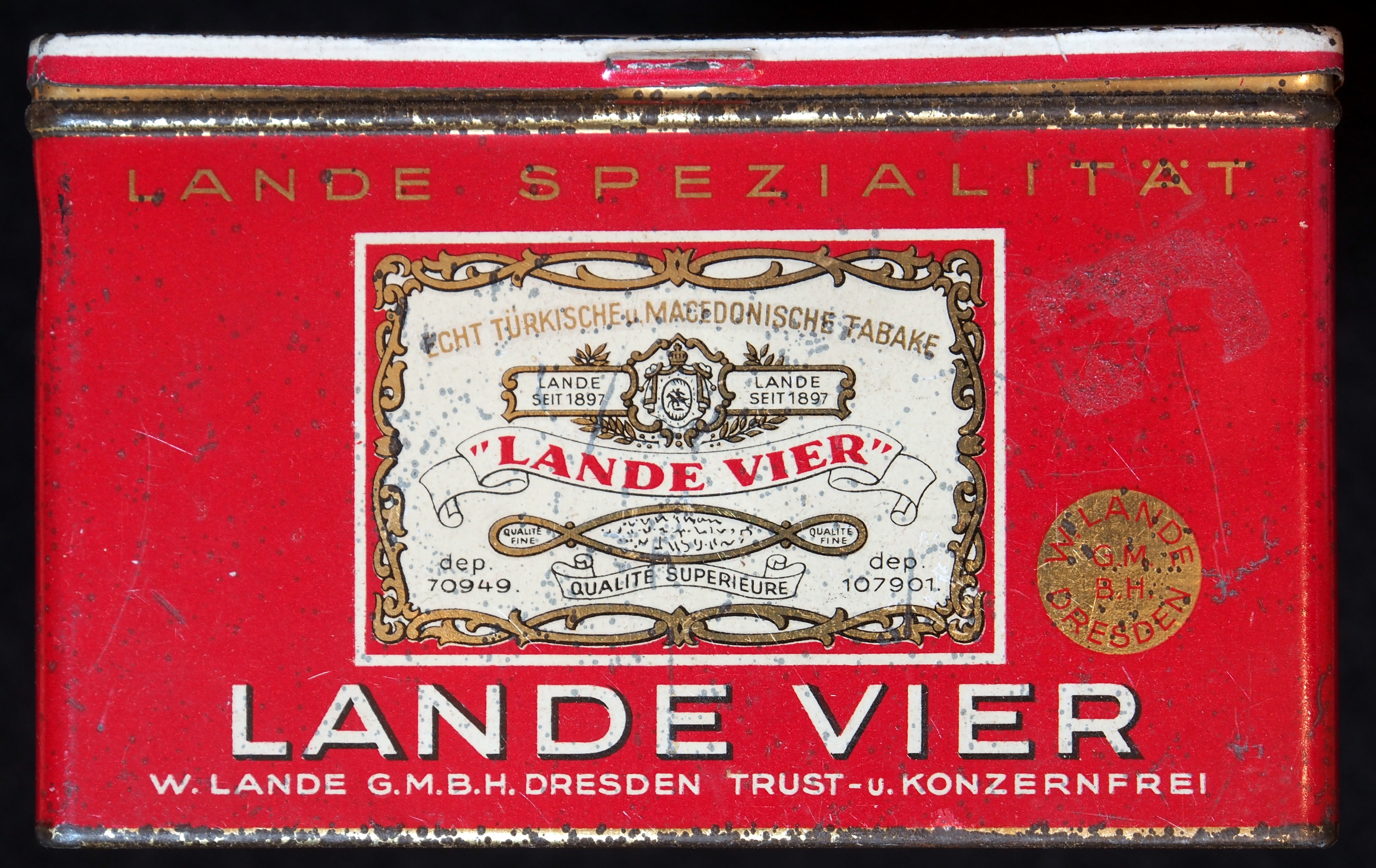
Lande Vier
in einer Ausgabe nach 1933

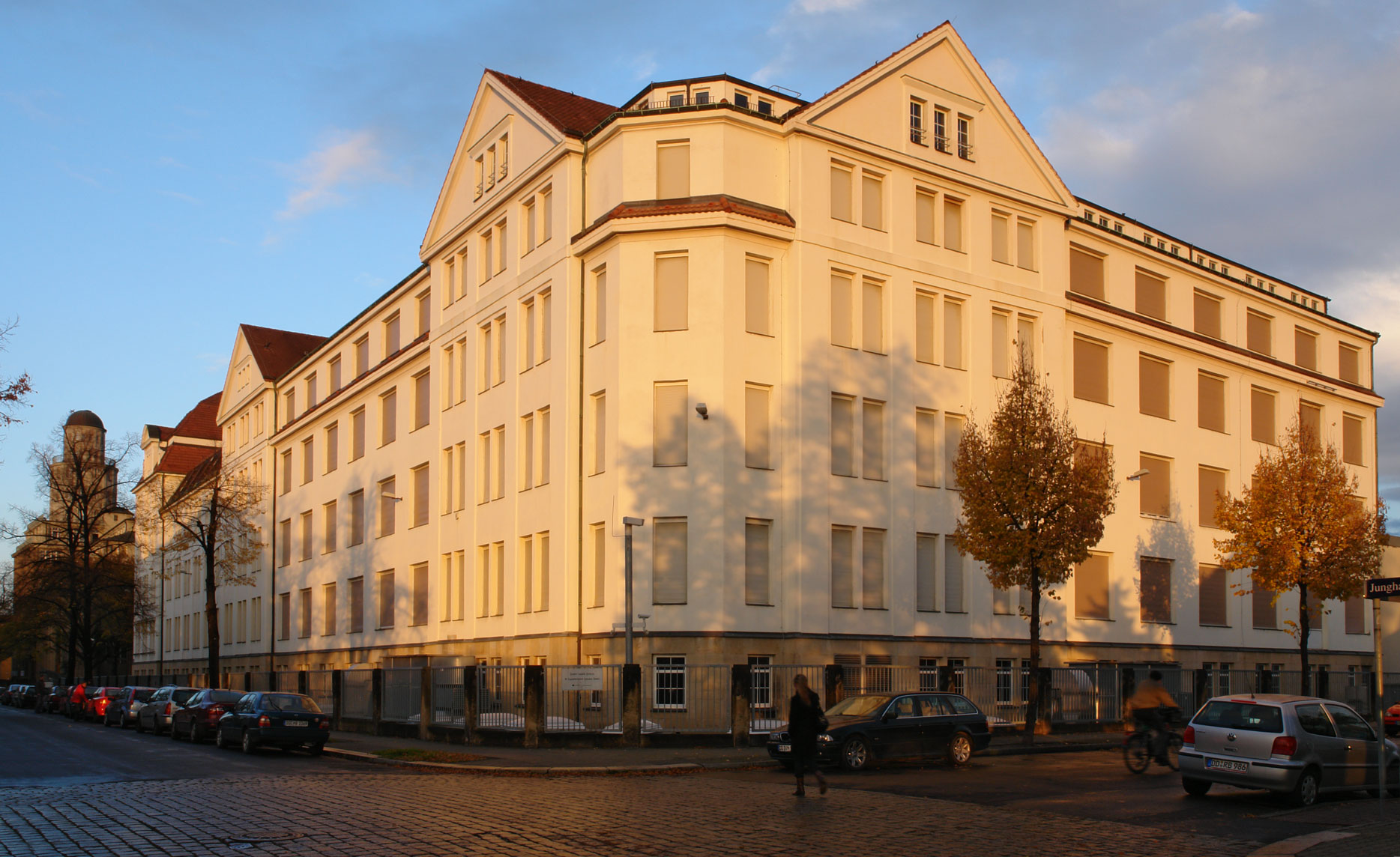
Produktionsgebäude der Zigarettenfabrik W. Lande ab 1932

Die Zigarettenfabrik W. Lande (in der Vermarktung nur kurz Lande, früher als Lande, Zigaretten- und Tabakfabrik „Kasaky“) war ein bis 1942 bestehendes Unternehmen der Tabakindustrie in Dresden. Bereits 1933 „arisiert“, wurde seine Firma 1942 in Karl Geissinger KG geändert und damit der Name Lande aus dem Handelsregister gelöscht. Nach der Enteignung 1946 wurde die Zigarettenfabrik als VEB Macedonia fortgeführt, bis dieser 1959 im VEB Vereinigte Zigarettenfabriken Dresden (VEB VEZIFA) aufging.

## Geschichte
1897 gründete Wilhelm Lande seine Zigarettenfabrik in Halberstadt und verlegte sie um die Jahrhundertwende nach Dresden. Partner war dabei Max Lande, ein Verwandter von ihm, der aus Dessau stammte.
Der Unternehmenssitz des nunmehr unter Lande, Zigaretten- und Tabakfabrik „Kasaky“ in Dresden firmierenden Unternehmens lag zunächst an der Zöllnerstraße in der Johannstadt, 1903 unter der Adresse Holbeinstraße 117, ab 1913 in Striesen, Laubestraße 24 (nun unter der Firma Zigarettenfabrik W. Lande oder nur Lande).
Zunächst stellte Lande die Zigaretten ausschließlich in Handarbeit her. Ab 1906 machte der Erwerb moderner Tabakschneide- und Zigarettenmaschinen eine Produktionssteigerung auf bis zu 72.000 Zigaretten am Tag möglich. 1929 gründete Lande die Tochtergesellschaft „Macedonia“, die vor allem für den Vertrieb und die Belieferung zuständig war.
Nach über 25 Jahren zog er 1932 mit seinem Unternehmen in Striesen um, dazu erwarb er die Gebäude der früheren Zigarettenmaschinenfabrik United Cigarette Machine Company, Junghansstraße 5. Die Immobilie Laubestraße 24 übernahm das ebenfalls in der Zigarettenindustrie tätige Unternehmen Yramos. Noch 1932 mit hohen Auszeichnungen bedacht, produzierten in diesem Jahr rund 600 Beschäftigte 1,2 Milliarden Zigaretten. Marken der Zigarettenfabrik W. Lande waren: Atoffa, Effendi, Lande Auslese, Lande Gold, Lande Kohary (auch Lande Freres genannt), Lande Ohne, Lande Privat, Lande Vier, Mokri, Mokri Superb, Moktar Auslese und Turkish Extra.
Anders als andere Dresdner Juden entschied die Familie unmittelbar nach der nationalsozialistischen Machtergreifung, den für damalige Zeit hochmodernen Betrieb zu veräußern und auszuwandern: Wilhelm Lande und seine Frau wanderten noch im Frühling 1933 aus, Tochter Cäcilie verkaufte Lande und Macedonia im Juni/Juli 1933 an den NS-Funktionär Karl Geissinger und verließ ebenfalls Deutschland. Auch unter Regie des neuen Besitzers wurde die renommierte Firma beibehalten, jetzt als Lande GmbH (oder auch W. Lande GmbH). 1938 erwarben die Reemtsma Cigarettenfabriken eine „verdeckte“ Beteiligung von 50 % an der Lande GmbH. 1942 wurde das Unternehmen in Karl Geissinger KG umfirmiert.
Nach der Zerstörung Dresdens lagerte man die Produktion in eine Wilsdruffer Möbelfabrik aus. Nach dem Ende des Kriegs wurde der Betrieb von der Sowjetischen Militäradministration zu Reparationsleistungen herangezogen und produzierte zeitweise ausschließlich für den Bedarf der Roten Armee. 1946 wurde das Unternehmen enteignet und die Produktion vom VEB Macedonia übernommen. Ab 1959 gehörte der Betrieb als Werk II zum VEB Vereinigte Zigarettenfabriken Dresden.
In Westdeutschland wurden nach dem Krieg in Wiesbaden und München, zunächst durch Karl Geissinger, u. a. unter dem Namen W. Lande Cigaretten GmbH München, weiterhin Zigaretten hergestellt. Die Rechte an der Marke Mokri gingen 1950 auf das Unternehmen Martin Brinkmann über. Noch in den 1970er Jahren wurden Mokri-Zigaretten hergestellt.
Das Gebäude Junghansstraße 5 steht unter Denkmalschutz und ist in der Liste der Kulturdenkmale in Striesen zu finden; es gehört heute zur f6 Cigarettenfabrik Dresden GmbH.